# Stronsdorf
Stronsdorf – gmina targowa w Austrii, w kraju związkowym Dolna Austria, w powiecie Mistelbach. Według Austriackiego Urzędu Statystycznego liczyła 1645 mieszkańców (1 stycznia 2014).